# Dorothy Stang
Sơ Dorothy Mae Stang, SND, (7 tháng 6 năm 1931 - 12 tháng 2 năm 2005) là một người Brazil gốc Mỹ, thành viên thuộc Hội dòng Nữ tu Đức Bà de Namur. Bà bị sát hại ở Anapu, một thành phố thuộc bang Pará, thuộc lưu vực sông Amazon của Brazil. Stang đã thẳng thắn trong nỗ lực của mình thay mặt cho người nghèo và môi trường, và trước đó đã nhận được những lời đe dọa giết từ những người khai thác gỗ và chủ sở hữu đất đai. Nguyên nhân của việc phong thánh cho bà với tư cách một người tử đạo và mẫu mực về sự tôn nghiêm đang được tiến hành trong Bộ Tuyên Thánh của Giáo hội.

## Công việc suốt đời
Sinh ngày 7 tháng 6 năm 1931 tại Dayton, Ohio nhưng nhập tịch Brazil, Sơ gia nhập cộng đồng Chị em nhà thờ Đức Bà vào năm 1948 và tuyên thệ cuối cùng vào năm 1956. Từ năm 1951 đến 1966, bà dạy các lớp tiểu học tại trường St. Victor ở thành phố Calumet, Illinois, trường St. Alexander ở Villa Park, Illinois và trường Most Holy Trinity ở Phoenix, Arizona.
Cô bắt đầu chức vụ tại Brazil năm 1966, tại Coroatá, Maranhão. Sơ Stang dành cả cuộc đời của mình để bảo vệ rừng nhiệt đới Brazil khỏi sự cạn kiệt từ nông nghiệp. Bà làm công việc biện hộ cho người nghèo nông thôn bắt đầu từ đầu những năm 1970, giúp nông dân kiếm sống bằng cách trồng những mảnh đất nhỏ và khai thác lâm sản mà không cần phá rừng. Bà cũng tìm cách bảo vệ nông dân khỏi các băng đảng tội phạm hoạt động thay mặt cho các chủ trang trại, những người theo đuổi âm mưu của họ. Dot, tên mà gia đình, bạn bè và hầu hết người dân ở Brazil gọi sơ, thường được chụp ảnh mặc áo phông với khẩu hiệu, "A Morte da floresta é o fim da nossa vida", tiếng Bồ Đào Nha nghĩa là "Cái chết của Rừng là sự kết thúc của cuộc sống của chúng ta ".

## Bị giết
Vào sáng ngày 12 tháng 2 năm 2005, Stang thức dậy sớm để đi bộ đến một cuộc họp cộng đồng để nói về các quyền đối với Amazon. Ciero, một nông dân Stang được mời đến cuộc họp, sẽ bị trễ. Ciero chỉ đi sau Stang vài phút, nhưng anh có thể nhìn thấy bà và trốn khỏi tầm nhìn hai người đàn ông có vũ trang đi theo bà. Bà tiến lên và bị hai người đàn ông, Clodoaldo Carlos Batista và Raifran das Neves Sales, người làm việc trong một công ty chăn nuôi, chặn bà lại. Họ hỏi bà có vũ khí gì không, và bà tuyên bố rằng vũ khí duy nhất sẽ là Kinh thánh của mình. Sau đó, bà đọc một đoạn từ Beatitudes, "Phúc cho những người nghèo về tinh thần " Bà tiếp tục đi vài bước nhưng đột nhiên dừng lại khi Ciero gọi "Sơ", khi đó bà bị Raifran chĩa súng vào người. Khi Clodoaldo chấp thuận bắn Stang, Raifran đã bắn một phát vào bụng của Stang. Bà gục mặt xuống đất. Raifran bắn một viên đạn khác vào lưng Stang, rồi bắn cả bốn viên đạn còn lại vào đầu bà.